# Cratere Popova
Popova  è un cratere sulla superficie di Mercurio.